# Queue d'une loi de probabilité
Pour les articles homonymes, voir Queue.
En théorie des probabilités et en statistique, la queue d'une loi de probabilité est le comportement de la loi de probabilité dans la zone éloignée de sa valeur centrale. La queue d'une loi est également appelée la traîne.
Dans un vocabulaire plus statistique, il est courant de parler de queue de distribution.

## Historique et lien avec le kurtosis
La queue d'une loi est liée à son kurtosis. Ce coefficient d’aplatissement donne la concentration des valeurs autour de la valeur centrale de la loi et ainsi la concentration pour les valeurs extrêmes, c'est-à-dire éloignées de la moyenne. Pour un kurtosis nul, la queue est équivalente à celle de la loi normale. Pour un kurtosis négatif, la courbe est dite platikurtique et la queue est légère (en fait, plus légère que la loi normale) ; alors que pour un kurtosis positif, la courbe est dite leptokurtique et la queue est lourde (plus lourde que la loi normale).
En 1908, en tant que moyen mnémotechnique, William Gosset esquisse deux dessins mettant en scène un ornithorynque pour les courbes platikurtiques et deux kangourous pour les courbes leptokurtiques. Le terme queue (tail en anglais) est issu des queues des animaux.

## Définitions
Considérons une loi de probabilité {\displaystyle \mathbb {P} } dont la fonction de répartition est donnée par {\displaystyle F(x)=\mathbb {P} (X\leq x)}.
La fonction de queue de la loi {\displaystyle \mathbb {P} } est la fonction {\displaystyle {\bar {F}}(x)=1-F(x)=\mathbb {P} (X>x).}
La loi {\displaystyle \mathbb {P} } est dite avoir une propriété de queue si la fonction F possède une propriété qui ne dépend que de l'ensemble des valeurs {\displaystyle \{{\bar {F}}(x){\text{ pour }}x\geq x_{0}\}} pour tout x0 fini.
Il est possible de comparer les queues de deux lois de probabilités. Deux lois de fonctions de répartition respectives F et G sont dites de queues équivalentes si :
{\displaystyle {\frac {{\bar {F}}(x)}{{\bar {G}}(x)}}\rightarrow c\in ]0,\infty [} lorsque {\displaystyle x\rightarrow +\infty }

## Types de queues

### Lois à queue lourde
Une loi de probabilité est dite à queue lourde ou à queue épaisse si sa fonction de répartition vérifie :
{\displaystyle \int _{-\infty }^{+\infty }e^{\lambda x}\mathrm {d} {\overline {F}}(x)=\infty } pour tout {\displaystyle \lambda >0}.
Sinon la loi est dite à queue légère ou à queue fine.

### Lois à queue longue
Une loi de probabilité est dite à queue longue ou possédant une longue traîne si le support de sa fonction de répartition n'est pas majoré et si pour tout y > 0
{\displaystyle {\frac {{\bar {F}}(x+y)}{{\bar {F}}(x)}}\rightarrow 1} lorsque {\displaystyle x\rightarrow +\infty }.
Les lois à queue longue sont des lois à queue lourde.